# Casa de Northgate

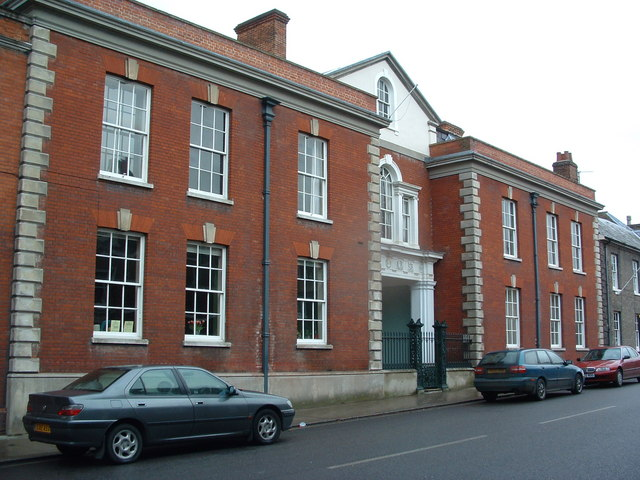
Casa de Northgate, Bury St Edmunds

A casa de Northgate é uma casa listada de Grau I em Northgate Street, Bury St Edmunds. Foi a casa da romancista Norah Lofts de 1955 até à sua morte em 1983.